# Kasteel De Akker

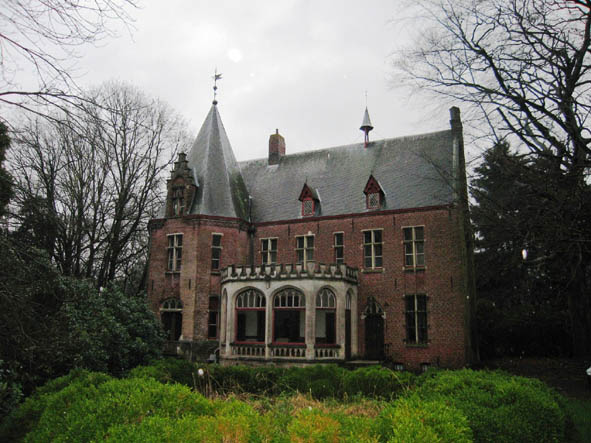
Kasteel De Akker in Ruddervoorde

Kasteel De Akker is een kasteel in de tot de West-Vlaamse gemeente Oostkamp behorende plaats Ruddervoorde, gelegen aan Proosdijstraat 1.

## Geschiedenis
Tussen 1861 en 1870 werd hier een woonhuis gebouwd door Eugène van Outryve d'Ydewalle. In 1884 liet hij die wonding uitbreiden met onder meer een uitspringende toren. Ook werd toen waarschijnlijk het park aangelegd. Niet lang daarna werd een koetshuis gebouwd.
In 1901 overleed Eugène en kwam het kasteel aan zijn dochter Emma en haar man Adhemar de Thibault de Boesinghe. Zij gaven opdrachttot de bouw van de erker. In 1946 overleed Emma en in 1951 en vervolgens in 1957 werd het kasteel doorverkocht. Een deel van het park werd in 1951 afzonderlijk verkocht en aldus werd de vijver bij een nieuw gebouwde woning gevoegd.

## Gebouw
Het betreft een klein bakstenen kasteeltje in neogotische stijl. Het heeft een rechthoekige plattegrond met een achthoekige toren en een erker als uitbouw. Het interieur heeft nog veel neogotische kenmerken. Voortst is er een koetshuis.